# Kali-Salzkraut
Das Kali-Salzkraut (Salsola kali, Syn. Kali turgidum), auch als Kalikraut oder Strand-Salzkraut bezeichnet, ist eine Pflanzenart aus der Unterfamilie Salsoloideae in der Familie der Fuchsschwanzgewächse (Amaranthaceae). Aufgrund seines hohen Anteils an Alkalisalzen diente es früher zur Herstellung von Pottasche und Waschsoda.

## Beschreibung

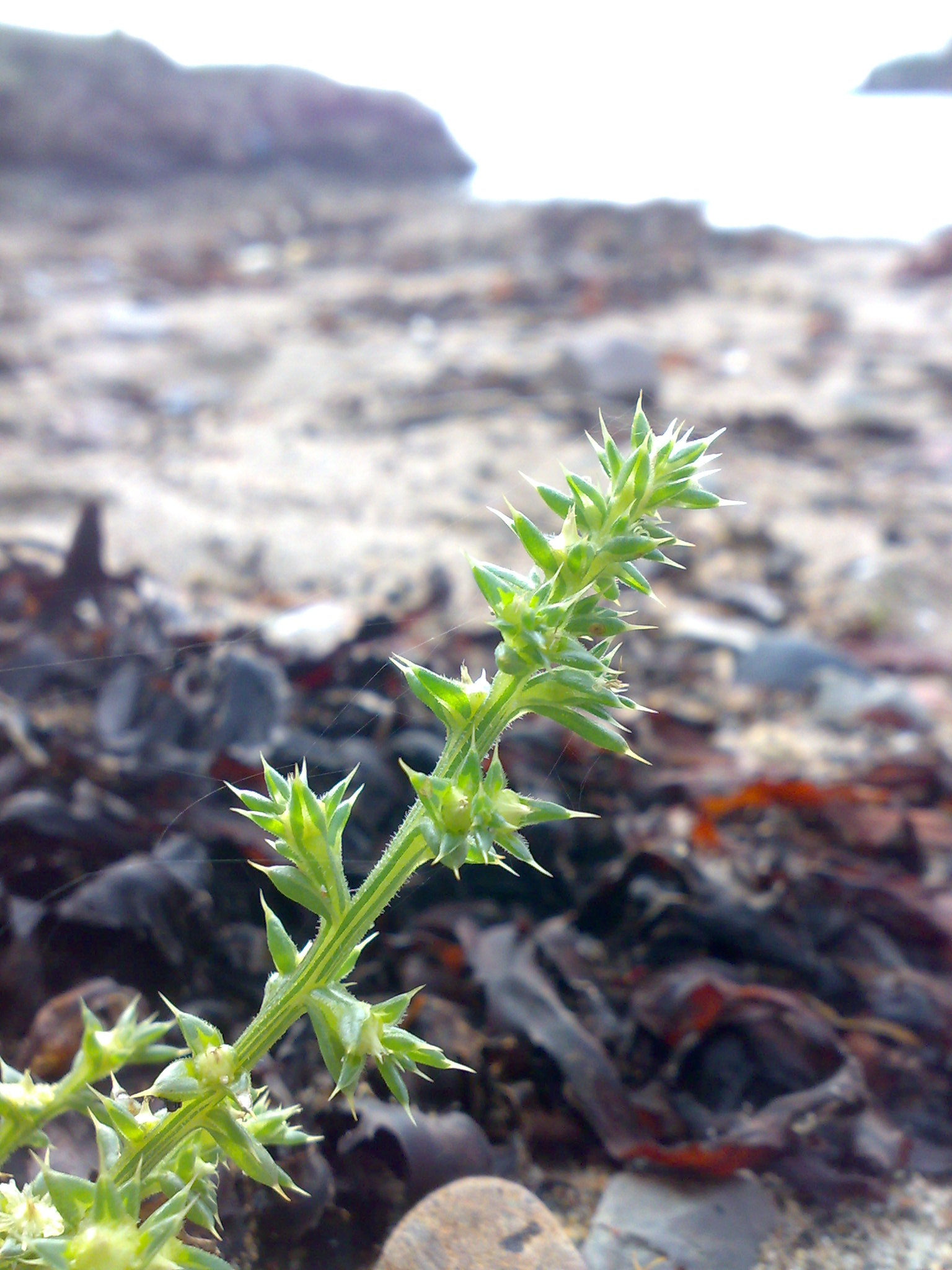
Zweig mit Blüten und Früchten

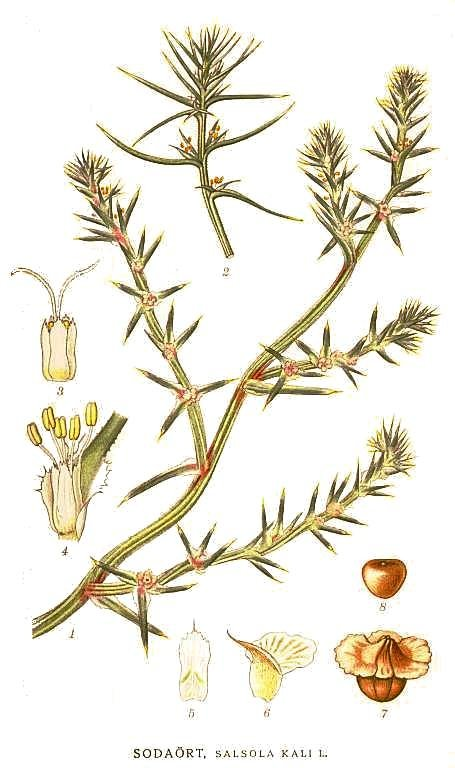
Illustration aus: Karl Axel Magnus Lindman: Bilder ur Nordens Flora

### Erscheinungsbild
Das Kali-Salzkraut ist eine einjährige, sommerannuelle krautige Pflanze, die eine Wuchshöhe von 15 bis 60 Zentimeter erreicht. Der meist niederliegende, bisweilen aufrecht wachsende fleischige Stängel ist graugrün bis rötlich, kahl oder kurz borstig behaart und vom Grund an ausgebreitet locker ästig bis buschig verzweigt.

### Blätter
Die Laubblätter sind sitzend, im unteren Stängelbereich gegenständig, im oberen Stängelabschnitt wechselständig angeordnet. Die fleischig verdickte, an der Basis verbreiterte Blattspreite ist einfach und borstig behaart. Sie ist 1 bis 2 Zentimeter lang und zwischen 1 und 2 Millimeter breit. Die Form variiert von linealisch bis pfriemförmig. Die durchscheinende Blattspitze ist deutlich stachelspitzig. Der Blattrand ist ganzrandig und transparent.

### Blütenstand, Blüte und Frucht
Jeweils ein bis drei Blüten sitzen in der Achsel eines stachelspitzigen Tragblatts über zwei langen und dornig zugespitzten Vorblättern. Die Vorblätter sind mit der Blütenhülle verwachsen. 
Die zwittrigen Blüten sind unscheinbar grünlich (selten rötlich). Die einfache Blütenhülle besteht aus einem Kreis von fünf ungleich breiten, spitz-eiförmigen Tepalen, die an ihrem Rücken einen Querkiel aufweisen. Es sind fünf vor den Tepalen stehende Staubblätter vorhanden. Der oberständige Fruchtknoten trägt zwei fadenförmige Narben. Das Kali-Salzkraut blüht von Juli bis September.
Die Früchte, Nussfrüchte, bleiben von der Blütenhülle umschlossen. Aus dem Querkiel der Perigonzipfel wachsen kurze, derbe, fast undurchsichtige Flügel ohne deutlich sichtbare Nerven. Durch die kräftige austretende, nach oben dornig zugespitzte Mittelrippe neigen sich die derben Tepalenzipfel starr aufrecht über der Frucht zusammen.

### Chromosomenzahl
Die Chromosomenzahl beträgt 2n = 36.

## Ökologie
Das Kali-Salzkraut folgt dem C4-Weg der Photosynthese.
Nach Kugler entsprechen die Blüten des Kali-Salzkrauts den Windblütigen vom Unbeweglichen Typ. Als charakteristisch hierfür gelten festsitzende, unbewegliche Blüten sowie steife Staubfäden.
Das Kali-Salzkraut bietet keinen Nektar an. Die Bestäubung erfolgt meist über den Wind (Anemogamie), aber oft auch durch Selbstbestäubung und durch Insekten. Zu den typischen Bestäubern zählen kurzrüsselige Bienen, Syrphiden, Käfer und Fliegen.
Ausbreitungseinheiten sind die von der Blütenhülle fest umgebenen und gekrönten Nüsse. Es können bis zu 250000 Früchte pro Pflanze gebildet werden. Die Pflanzen brechen im Herbst an einer bodennahen Sollbruchstelle ab und werden mitsamt den Früchten von starken Winden als „Bodenläufer“ und „Steppenroller“ über den Boden gerollt. Aus Amerika ist bekannt, dass auf diese Weise Gebilde entstehen, die die Größe eines Kleinwagens erreichen können. Im Laufe der Zeit fallen die Früchte heraus. Dazu verbreiten sich die Früchte als Tritthafter und Klebhafter und durch den Wind als Flügelflieger sowie als Wasserhafter; auch eine Ausbreitung durch den Menschen findet statt. Die Früchte sind Wärmekeimer.

## Giftigkeit
Alle Pflanzenteile sind giftig. 
Hauptwirkstoffe sind die Tetrahydroisochinolin-Alkaloide Salsolin und Salsolidin, die als racemisches Gemisch vorliegen. Weiterhin findet man Oxalsäure und Natriumoxalat.
Salsolin ähnelt in der Wirkung auf die Gefäße dem Papaverin, in seiner Wirkung auf die glatte Muskulatur des Uterus dem Hydrastinin. Nach Krylov et al. wirken Salsolin und besonders Salsolodin gefäßerweiternd. Bei höheren Dosen kommt es zu einer starken Abnahme des Blutdrucks. Beide Wirkstoffe regen die Atmung an, aber bei höheren Dosen treten nach 10 bis 15 Minuten Herzrhythmusstörungen auf.

## Vorkommen

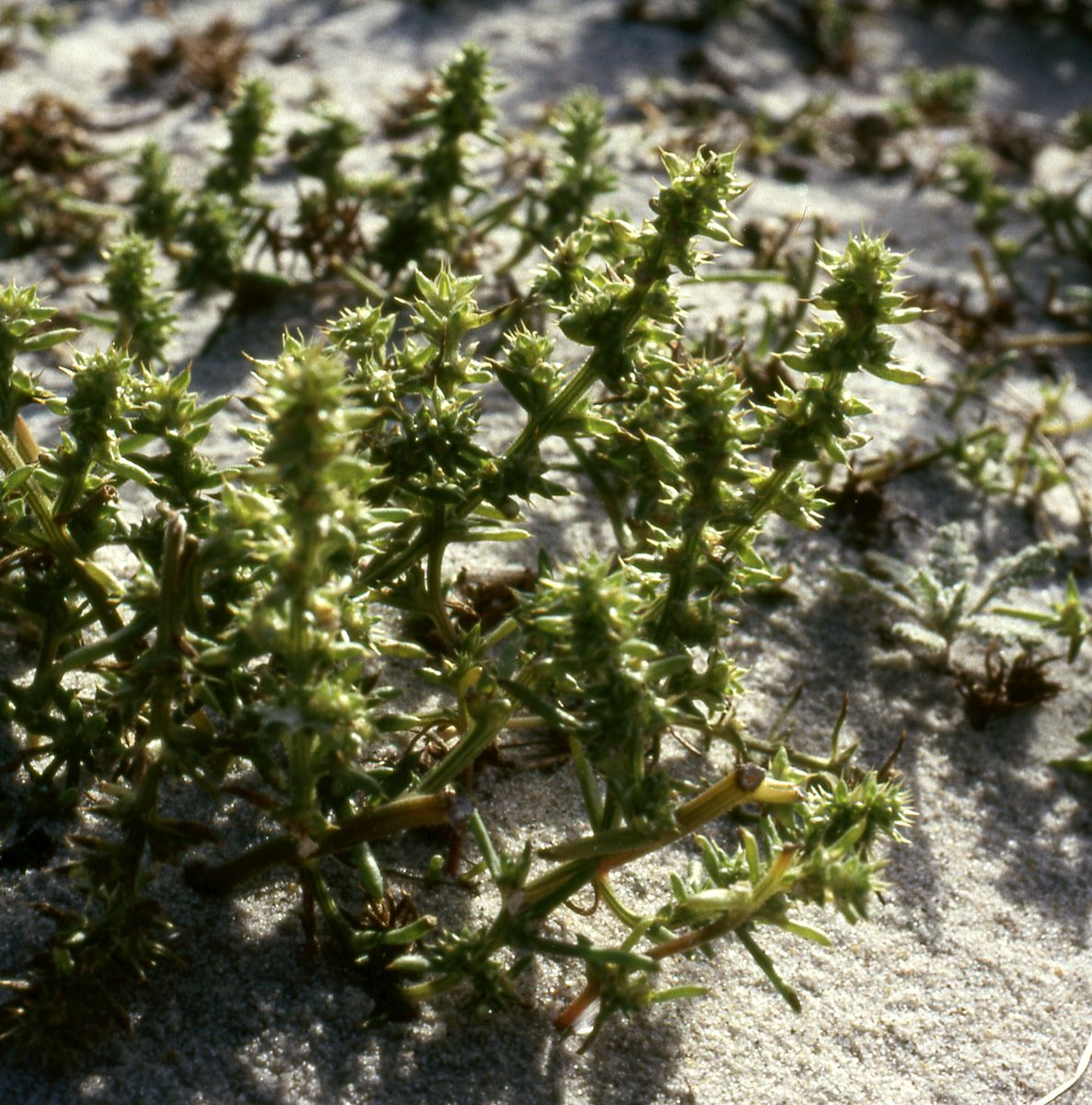
Kali-Salzkraut auf der Helgoländer Düne

Das Kali-Salzkraut kommt in Europa natürlich an den Küsten von Ostsee, Nordsee und Atlantik vor, so in Nordeuropa in Dänemark, Finnland, Schweden und Norwegen, in Mitteleuropa in Deutschland und den Niederlanden, in Osteuropa in Polen, den Baltischen Staaten und Russland, in West- und Südeuropa in Frankreich, Spanien, Portugal und Italien.
Das Kali-Salzkraut gedeiht an salzigen, sandigen Küstenstandorten, zum Beispiel in Spülsaumgesellschaften und auf Dünen. Es ist eine Charakterart des Verbands Salsolo-Honkenyion peploidis.
Bei Funden im Mittelmeerraum und im Binnenland handelt es sich dagegen meist um Ruthenisches Salzkraut (Salsola tragus), das auch an nicht salzbeeinflussten Standorten konkurrenzfähig ist. Angaben neophytischer Vorkommen in Nordamerika werden nicht durch Herbarbelege gestützt.
In Deutschland ist das Kali-Salzkraut bundesweit ungefährdet. In Niedersachsen, Hamburg und Mecklenburg-Vorpommern gilt es aber als gefährdet (Rote Liste gefährdeter Arten 3).

## Systematik
Die Erstveröffentlichung dieser Art erfolgte 1753 unter dem Namen Salsola kali durch Carl von Linné in Species Plantarum.
Nachdem die Gattung Salsola 2007 anhand molekulargenetisch gestützter Untersuchungen aufgeteilt wurde, wurde das Kali-Salzkraut 10 Jahre lang als Kali turgidum (Dumort.) Guterm. in die Gattung Kali Mill. gestellt. 2017 wurde für die Gattung Salsola der Typus Salsola kali festgelegt (konserviert). Dadurch wurde Kali wieder in die Gattung Salsola eingegliedert.
Synonyme sind Kali turgidum (Dumort.) Guterm., Salsola turgida Dumort. sowie der illegitime Name Kali soda Moench.
Das Kali-Salzkraut ist die Typusart der Gattung Salsola und gehört zur Tribus Salsoleae. Die Art bildet zusammen mit Salsola tragus und anderen eng verwandten Arten das Salsola kali-Aggregat. Von einigen Autoren wurden diese Sippen auch als Unterarten von Salsola kali aufgefasst, in diesem Fall entspricht das Kali-Salzkraut der Unterart Salsola kali subsp. kali.

## Verwendung
Das Kali-Salzkraut enthält einen hohen Anteil von Alkalisalzen aus Natrium und Kalium. Früher wurden aus Pflanzenteilen Pottasche und Waschsoda gewonnen. Dazu wurde die Pflanze geerntet, getrocknet und verbrannt. Die dabei austropfende Salzlauge wurde in einer Grube aufgefangen und zur Herstellung von Seife und Glas benutzt.
Junge Blätter können gepflückt und als Salat oder Gemüse verwendet werden.
Frischer Presssaft aus dem Kali-Salzkraut galt früher in der Volksheilkunde als harntreibendes Mittel.

## Nachweise